# Shinisaurus crocodilurus
La lucertola coccodrillo cinese (Shinisaurus crocodilurus) è una specie semiacquatica di lucertola anguimorfa, endemica delle fresche foreste della Cina sud-orientale e del Vietnam nord-orientale. Trascorre gran parte del suo tempo in acque poco profonde o su rami e vegetazione sporgenti, dove si nutre principalmente di insetti, lumache, girini e vermi. In cattività, può essere alimentata anche con topi neonati. Questa rara e poco studiata specie è inserita nell'Appendice II della CITES, che regola il commercio internazionale degli esemplari. È l'unica rappresentante del genere monotipico Shinisaurus e l'unico membro vivente di Shinisauria, un clade di lucertole i cui resti fossili risalgono al Cretaceo inferiore, oltre 120 milioni di anni fa.

## Descrizione

### Anatomia
Le lucertole coccodrillo cinesi sono facilmente riconoscibili per la loro vivace colorazione verde e rossa, arricchita da bande alternate di motivi chiari e scuri. I maschi sono più comuni delle femmine, in particolare durante la stagione riproduttiva. Queste lucertole raggiungono una lunghezza media di 40-46 centimetri e presentano una caratteristica distintiva: file di squame ossee lungo il dorso e una coda muscolosa simile a quella di un coccodrillo, da cui deriva il loro nome. La specie è sessualmente dimorfica, con differenze visibili tra maschi e femmine. I maschi adulti sono generalmente più grandi e più vivacemente colorati, e la loro colorazione diventa ancora più intensa durante la stagione riproduttiva.

### Microbiota intestinali
La composizione del microbiota intestinale gioca un ruolo cruciale nel metabolismo e nella salute degli animali. Nel caso della lucertola coccodrillo cinese, una specie in via di estinzione, lo studio del microbiota intestinale rappresenta un'importante area di ricerca. Una comprensione più approfondita della loro dieta e delle sue implicazioni contribuisce a favorire una popolazione globale più stabile e sana. La composizione microbica varia solo leggermente tra individui adulti e giovani. I giovani si nutrono principalmente di piccoli invertebrati, come larve, giovani coleotteri, ragni, mosche e formiche. Gli adulti, invece, adottano una dieta più opportunistica, consumando lombrichi, centopiedi, millepiedi, coleotteri e larve di lepidotteri. Durante la stagione riproduttiva, le femmine mostrano una preferenza particolare per le larve di coleotteri e i lombrichi. A livello microbico, i principali gruppi presenti nel microbiota intestinale di Shinisaurus crocodilus sono Bacillota e Pseudomonadota. Questi microbi intestinali, fondamentali per tutti i vertebrati, svolgono funzioni essenziali per questa specie, contribuendo al metabolismo, alla risposta agli stimoli ambientali, all'elaborazione genetica e ai processi cellulari.

## Distribuzione e habitat
Le sottopopolazioni residue di lucertole coccodrillo cinesi sono distribuite principalmente in frammenti isolati di territorio nelle province di Guangxi e Guangdong, nella Cina sud-orientale. La sottospecie vietnamita, invece, è confinata al monte Yên Tử, nelle province di Quảng Ninh e Bac Giang, nel Vietnam nord-orientale. Shinisaurus crocodilurus abita corsi d'acqua limpidi all'interno di foreste sempreverdi di latifoglie subtropicali, preferendo aree remote e indisturbate come creste montuose e fitte foreste. La specie vive in un clima monsonico relativamente fresco, a quote comprese tra i 200 e i 1.500 metri sul livello del mare. Queste lucertole mostrano una chiara preferenza per habitat meno densamente popolati, una scelta che riflette la loro strategia antipredatoria, basata più sulla fuga che sul confronto diretto. Utilizzano cavità degli alberi, rocce e trespoli vegetati come rifugi, evitando di esporsi sul suolo della foresta.

## Biologia

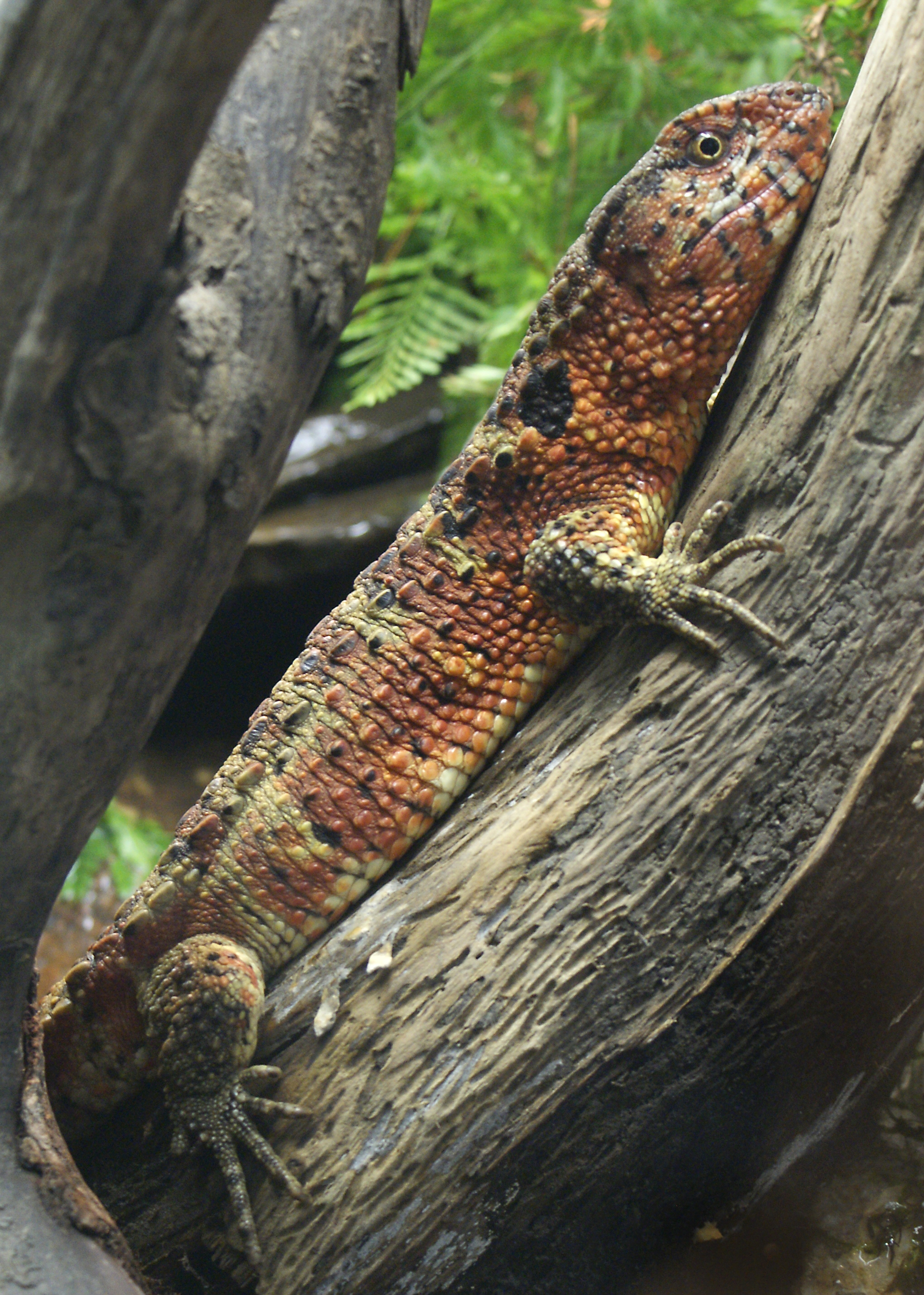
Esemplare di S. crocodilurus in cattività

### Dieta
In Cina, Shinisaurus crocodilurus si nutre sia di vertebrati che di invertebrati, adottando una strategia di predazione d'agguato. Rimangono immobili, appollaiati su rami vicino ai corsi d'acqua, finché non avvistano una preda. Gli invertebrati che fanno parte della loro dieta includono specie terrestri, come vermi, ragni e catididi, oltre a gamberetti acquatici. Tra le prede vertebrate figurano girini, piccoli pesci e, occasionalmente, rane e altre lucertole. La sottospecie vietnamita mostra una preferenza per invertebrati terrestri, come scarafaggi, grilli e, in particolare, lombrichi. Per questa sottospecie, non è ancora noto quali vertebrati, se presenti, facciano parte della loro dieta.

### Comportamento territoriale
Gli Shinisaurus crocodilurus sono lucertole altamente territoriali, e in un singolo stagno o ruscello, un individuo tende a occupare l'intero spazio disponibile. Per stabilire la dominanza tra conspecifici, spalancano la bocca, un comportamento che si ritiene serva a definire una gerarchia sociale tra dominanti e subordinati. Similmente ad altre specie di lucertole, come l'iguana del deserto (Dipsosaurus dorsalis) o i Tropidurus spp., le lucertole coccodrillo cinesi ricorrono anche all'uso della coda e a scatti fisici contro i rivali durante le dispute territoriali. Tuttavia, questi scontri raramente causano danni fisici, poiché l'individuo subordinato tende a ritirarsi spontaneamente dal territorio del dominante. Un altro comportamento interessante legato alla dominanza è la "flessione": la lucertola raddrizza gli arti anteriori, solleva la testa e inclina la porzione anteriore del corpo. A differenza di altre lucertole, Shinisaurus crocodilurus esegue questo movimento limitandolo alla parte anteriore del corpo. Durante queste flessioni, può anche muovere la testa con un caratteristico movimento circolare.

### Riproduzione
Gli Shinisaurus crocodilurus raggiungono la maturità sessuale e sono pronti per riprodursi intorno ai 3 anni di età. Sono lucertole vivipare, dando alla luce da 2 a 12 cuccioli completamente sviluppati ogni primavera, dopo un periodo di gestazione che può durare fino a 9 mesi. Alla nascita, i piccoli sono completamente autonomi e non richiedono cure materne. Le femmine possono riprodursi ogni anno, con il corteggiamento che inizia solitamente alla fine dell'inverno e la riproduzione che avviene prevalentemente in estate, nei mesi di luglio e agosto.
Durante la fase di pre-copulazione, i maschi adulti sviluppano una colorazione più vivace, segnale del loro stato riproduttivo. Per corteggiare le femmine, esibiscono comportamenti specifici come rapidi movimenti della testa mentre si avvicinano. Il corteggiamento culmina con il maschio che morde delicatamente il collo della femmina, posizionandosi sopra di lei e fissando la propria coda sotto quella della femmina. Questa posizione consente il contatto tra le cloache e facilita l'accoppiamento. Dopo l'eiaculazione, il maschio rilascia la femmina e si allontana.

## Tassonomia

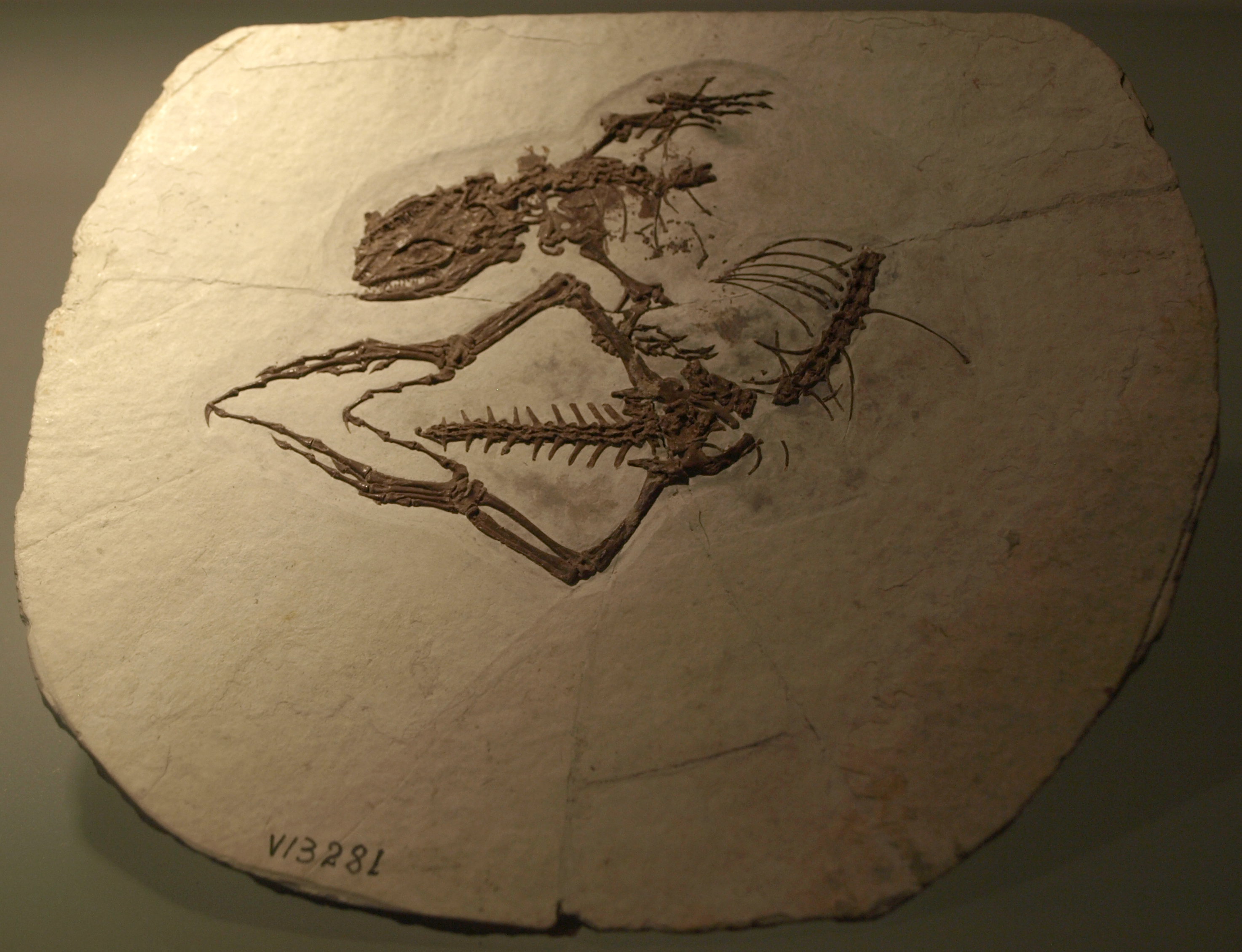
Fossile di Dalinghosaurus longidigitus, il più antico shinisauro conosciuto

Il nome del genere Shinisaurus, che significa letteralmente "lucertola di Shin", è un omaggio al biologo Sin Shu-szi (in cinese: 辛树帜; pinyin: Xīn Shùzhì), membro di una spedizione congiunta sino-tedesca che scoprì la specie, insieme alla rana Quasipaa shini. Il nome specifico, crocodilurus, deriva dal significato "coda di coccodrillo", un riferimento alla somiglianza con il genere separato Crocodilurus.

### Sottospecie
Sono riconosciute due sottospecie di Shinisaurus crocodilurus:
- Shinisaurus crocodilurus crocodilurus Ahl, 1930
- Shinisaurus crocodilurus vietnamensis Schingen et al., 2016 - Lucertola coccodrillo del Vietnam[9][18][19]

Una sottopopolazione di Shinisaurus crocodilurus fu identificata per la prima volta in Vietnam nel 2003. Nel 2016, alla luce di differenze ecologiche, genetiche e morfologiche rispetto alle sottopopolazioni cinesi, venne riconosciuta come una nuova sottospecie, S. crocodilurus vietnamensis. La sottospecie vietnamita predilige habitat caratterizzati da montagne granitiche con inverni più caldi e temperature complessivamente più miti. Questi esemplari tendono ad appollaiarsi su rami più alti, sopra corsi d'acqua ampi, più attivi e parzialmente esposti alla luce. La loro dieta è prevalentemente composta da invertebrati terrestri, piuttosto che da vertebrati acquatici. Morfologicamente, si distinguono per una testa leggermente più lunga e appuntita, occhi più piccoli e una regione delle guance meno prominente.
La variazione genetica all'interno della sottospecie cinese è ancora poco compresa. Studi genetici su esemplari in cattività hanno identificato quattro cladi distinti di Shinisaurus crocodilurus: tre originari della Cina e uno corrispondente alla sottospecie vietnamita. Tuttavia, tra gli individui selvatici e nei programmi di riproduzione locali in Cina, la diversità genetica appare complessivamente bassa tra le sottopopolazioni.

### Classificazione
In passato, Shinisaurus era considerato parte della famiglia degli Xenosauridae. Tuttavia, la maggior parte degli studi recenti sulle relazioni evolutive degli anguimorfi indica che Shinisaurus è più strettamente imparentato con i varani e gli elodermatidi piuttosto che con Xenosaurus. Attualmente, Shinisaurus è classificato come l'unico membro vivente del clade Shinisauria all'interno degli Anguimorpha. Il registro fossile di Shinisauria risale al Cretaceo inferiore, oltre 120 milioni di anni fa, con fossili ritrovati in Asia, Europa e Nord America.

## Conservazione

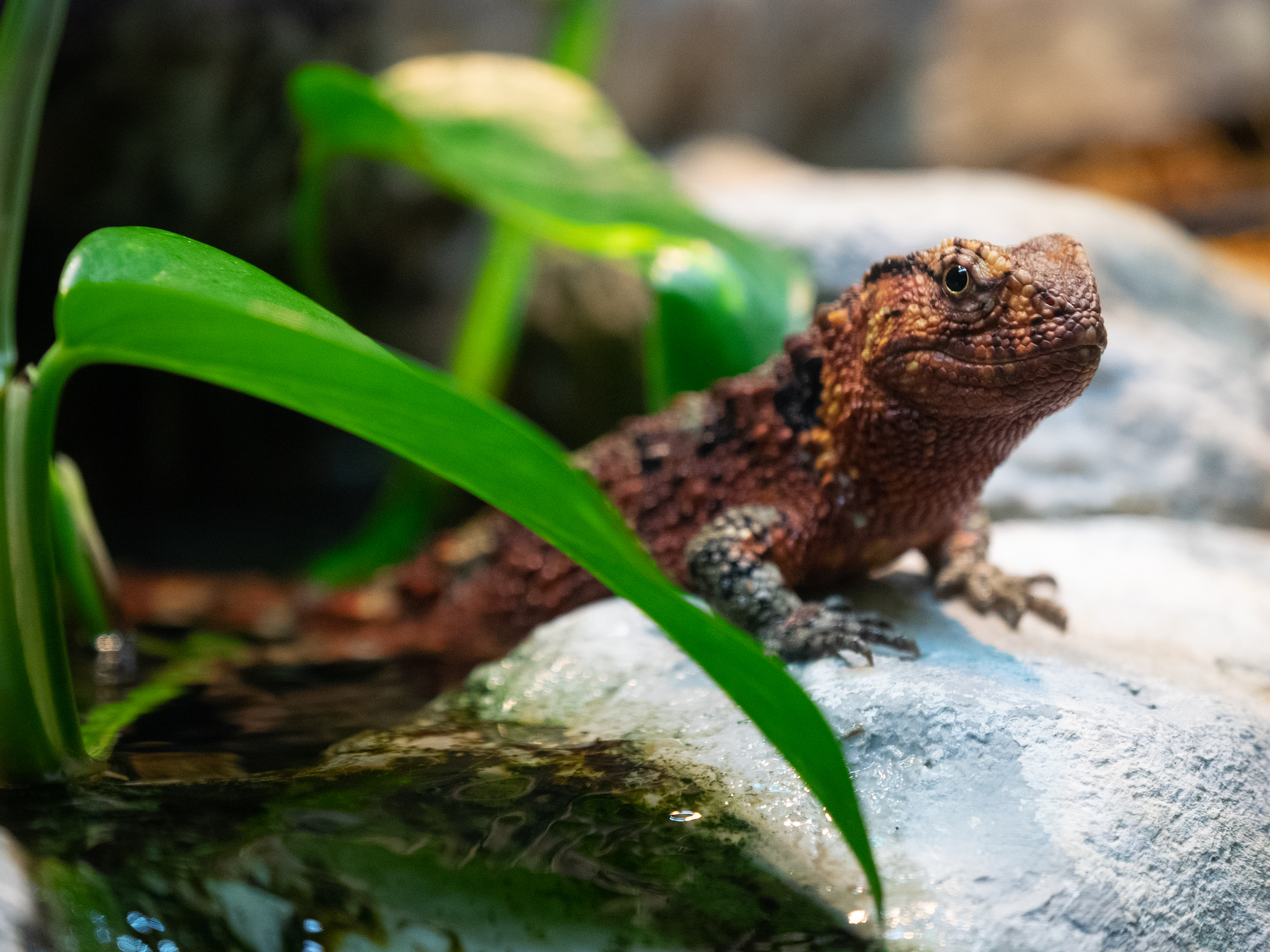
Esemplare in cattività allo zoo di San Diego

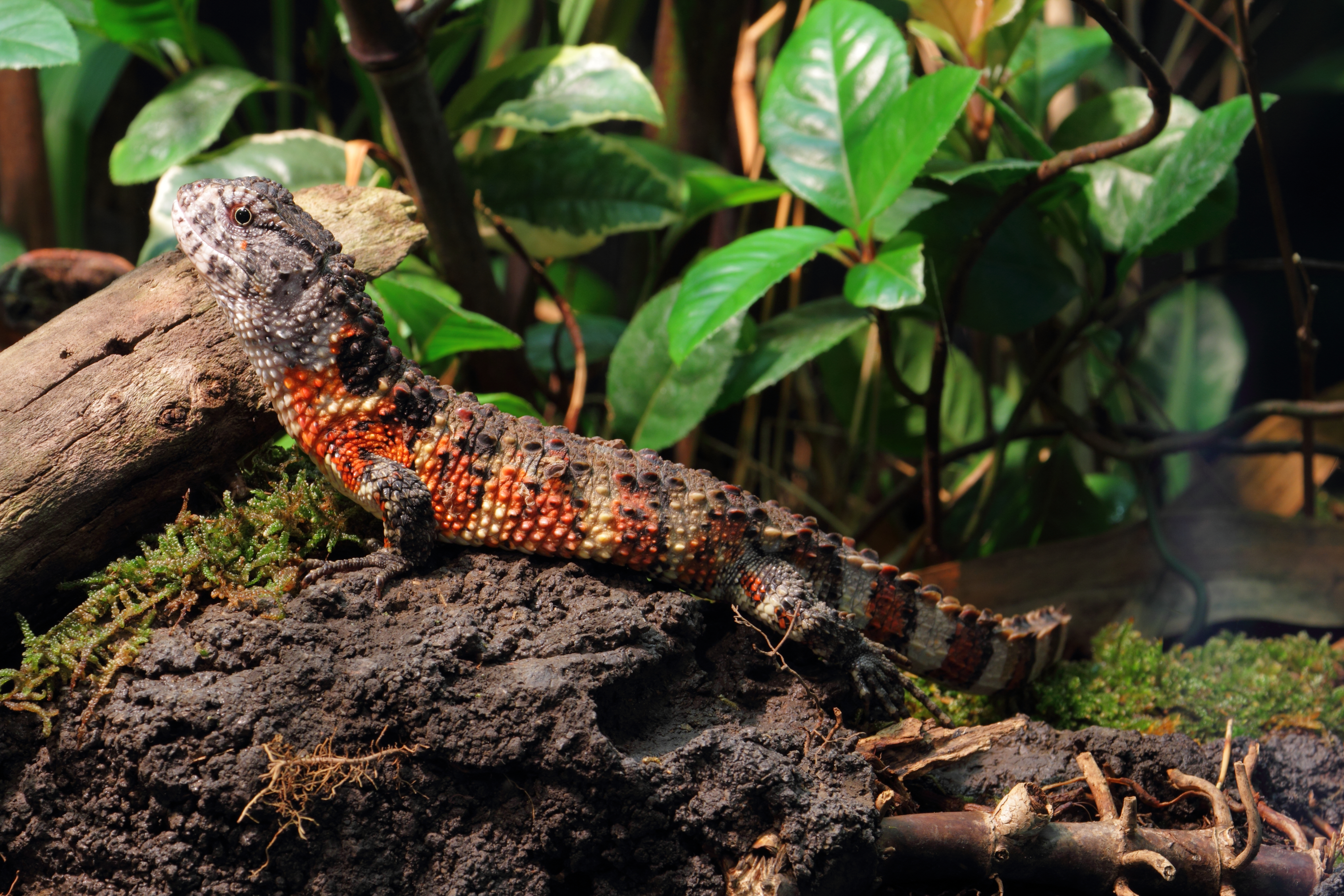
Esemplare in cattività al Tiergarten Schönbrunn

### Dinamica della popolazione
Uno studio del 2008, basato su un sondaggio condotto nel 2004, stimò la presenza di circa 950 lucertole coccodrillo in Cina, suddivise in otto sottopopolazioni isolate. La sottopopolazione più numerosa, composta da circa 350 individui, rappresentava il 36% dell'intera popolazione cinese. Tuttavia, confrontando questi dati con i sondaggi precedenti, emerge un grave declino: nel 1978 erano stimati circa 6.000 individui, mentre nel 1990 il numero era sceso a 2.500. Questo rappresenta una diminuzione complessiva della popolazione del 70-90% per sottopopolazione tra il 1978 e il 2004. Cinque sottopopolazioni risultano ormai estirpate, inclusi gli unici siti noti della provincia di Hunan. Inoltre, le sottopopolazioni più piccole rimaste sono probabilmente insostenibili a causa della limitata diversità genetica. In Vietnam, un sondaggio del 2013 stimò la presenza di circa 60 adulti. Nonostante la scoperta di una nuova sottopopolazione vicino al confine con la Cina, il numero di adulti stimati in Vietnam era sceso a 41 nel 2015. Questo tasso di declino riflette una dinamica simile a quella osservata in Cina nell'arco di 26 anni.

### Minacce
Nel 2014, Shinisaurus crocodilurus è stato classificato come specie in Pericolo nella Lista Rossa dell'IUCN. Le sue sottopopolazioni frammentate e i requisiti di habitat specifici rendono difficile il ripopolamento naturale. La maggior parte degli individui, inclusa la sottopopolazione più numerosa, vive al di fuori delle aree protette, rendendo la specie particolarmente vulnerabile. La perdita dell'habitat è una delle principali minacce, con le popolazioni cinesi gravemente colpite dal disboscamento. La rimozione delle foreste sempreverdi a foglia larga altera i corsi d'acqua, causando cicli di inondazioni e prosciugamento a cui le lucertole non sono adattate. Ulteriori cause di degrado dell'habitat includono l'inquinamento minerario, l'agricoltura su piccola scala e la costruzione di dighe, che modificano il flusso dell'acqua. Pratiche di pesca distruttive, come l'elettropesca e l'avvelenamento, contribuiscono ulteriormente al deterioramento dei corsi d'acqua. Un'altra minaccia significativa è il bracconaggio, alimentato dalla domanda per il commercio di animali domestici, carne e medicina tradizionale cinese, dove la specie è utilizzata come presunta cura per l'insonnia. In Vietnam, la sottospecie locale affronta minacce simili, insieme alla costruzione di strade, all'estrazione del carbone e al turismo, che contribuiscono alla perdita di habitat e all’inquinamento delle acque. Inoltre, il cambiamento climatico rappresenta una sfida crescente: modelli predittivi suggeriscono che gli habitat forestali adatti alla sottospecie cinese potrebbero scomparire entro il 2080.
La specie è stata introdotta nel commercio internazionale di animali domestici negli anni '80, con un aumento delle esportazioni verso la fine del decennio. Questo incremento, combinato con il declino della popolazione, ha portato all'inclusione della specie nell'Appendice II della CITES nel 1990. Nonostante ciò, gran parte degli esemplari esportati erano probabilmente catturati illegalmente, poiché il numero di vendite continuava ad aumentare nonostante l'assenza di strutture di riproduzione documentate. Dal 2013 al 2015, il numero di adulti osservati nella popolazione vietnamita è diminuito drasticamente, nonostante la scoperta di nuovi siti. Questa tendenza è coerente con il bracconaggio, poiché la sottospecie vietnamita è stata introdotta nel commercio di animali domestici nello stesso periodo. In alcuni casi, il numero di animali commercializzati era paragonabile o superiore alla popolazione stimata, suggerendo l'esistenza di sottopopolazioni sconosciute ai ricercatori ma note ai collezionisti. Lo stile di vita sedentario della specie facilita la cattura da parte dei locali, incentivata dai prezzi elevati offerti dai commercianti. L'aspetto unico e colorato dello Shinisaurus crocodilurus ha alimentato l'interesse degli appassionati di rettili in Europa e Nord America, sebbene molti esemplari in cattività siano stati inizialmente difficili da mantenere a causa della scarsa conoscenza delle loro esigenze. Nel 2017, la specie è stata trasferita nell'Appendice I della CITES, per via della continua minaccia rappresentata dal bracconaggio e dal commercio illegale, fattori che ne aumentano il rischio di estinzione.

### Misure di conservazione
In Cina, le sottopopolazioni di Shinisaurus crocodilurus presenti all'interno delle riserve naturali beneficiano di misure di conservazione dell'habitat. Sono stati avviati programmi di riproduzione attentamente monitorati nelle riserve naturali di Daguishan e Luokeng, con l'obiettivo di reintrodurre la specie in altre aree protette. Il programma di riproduzione di Daguishan ospita l'unica sottopopolazione stabile del paese. Sebbene la specie sia stata dichiarata protetta in Cina dal 1989, le leggi sulla caccia e sul commercio sono spesso inapplicate, in particolare al di fuori delle aree protette. In ambito internazionale, le lucertole coccodrillo cinesi sono ben rappresentate negli zoo di Europa e Nord America, con grandi popolazioni in cattività principalmente nello zoo di Filadelfia e nello zoo di Dresda.
In Vietnam, la sottospecie locale è interamente localizzata in aree protette, ma attività come l'estrazione mineraria e il turismo rimangono scarsamente regolamentate. Con il supporto dello zoo di Colonia, sono stati creati opuscoli, poster e petizioni per sensibilizzare l'opinione pubblica e le autorità vietnamite sulla necessità di proteggere la sottospecie. Tuttavia, la specie non riceve alcuna tutela legale specifica nel paese, sebbene la caccia senza permesso nelle aree protette sia formalmente vietata. I programmi di allevamento per la sottospecie vietnamita sono gestiti presso la stazione Me Linh per la biodiversità e lo zoo di Colonia. Analisi isotopiche hanno rivelato che le squame degli individui allevati in cattività sono arricchite di carbonio-13 e azoto-15, probabilmente a causa della dieta composta da insetti ad alto contenuto proteico. Questa tecnica forense può essere utilizzata per distinguere gli individui effettivamente allevati in cattività da quelli catturati in natura ma etichettati falsamente come allevati in cattività.

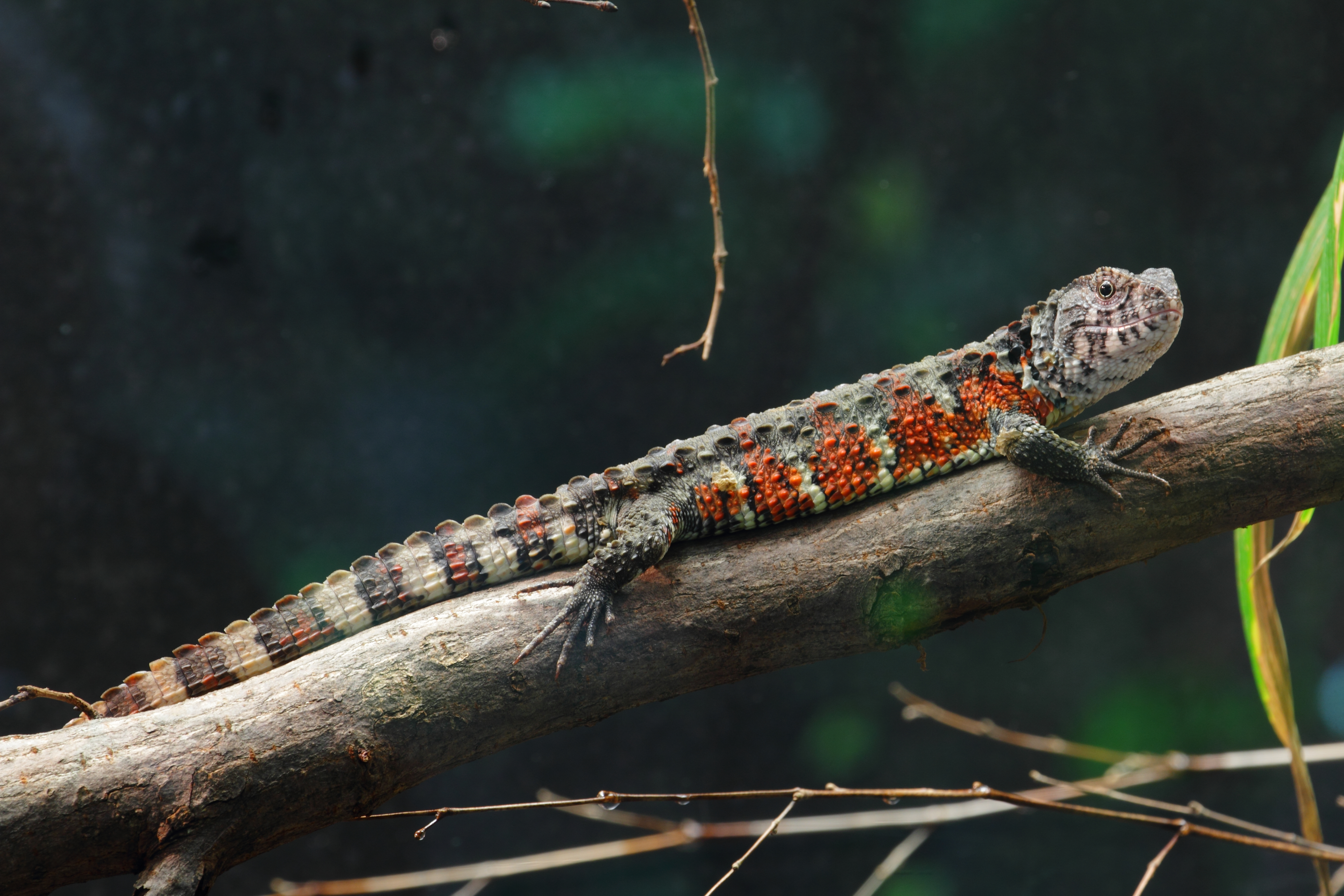
Giardino zoologico di Schönbrunn
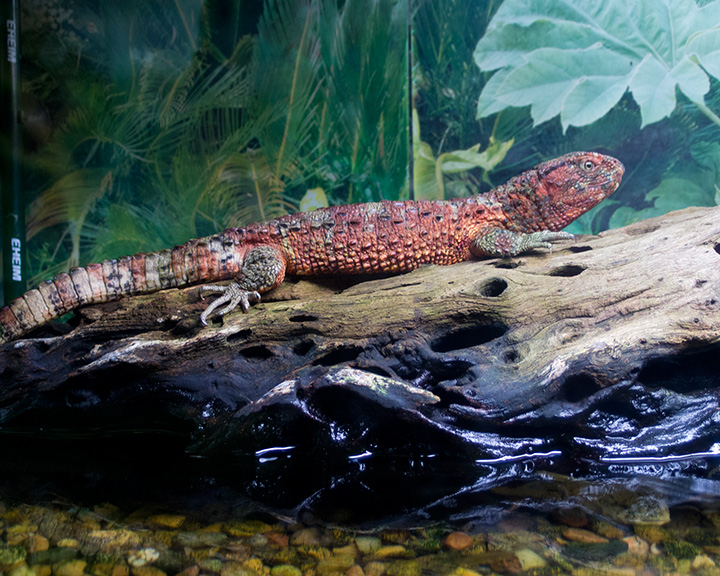
Zoo di Houston
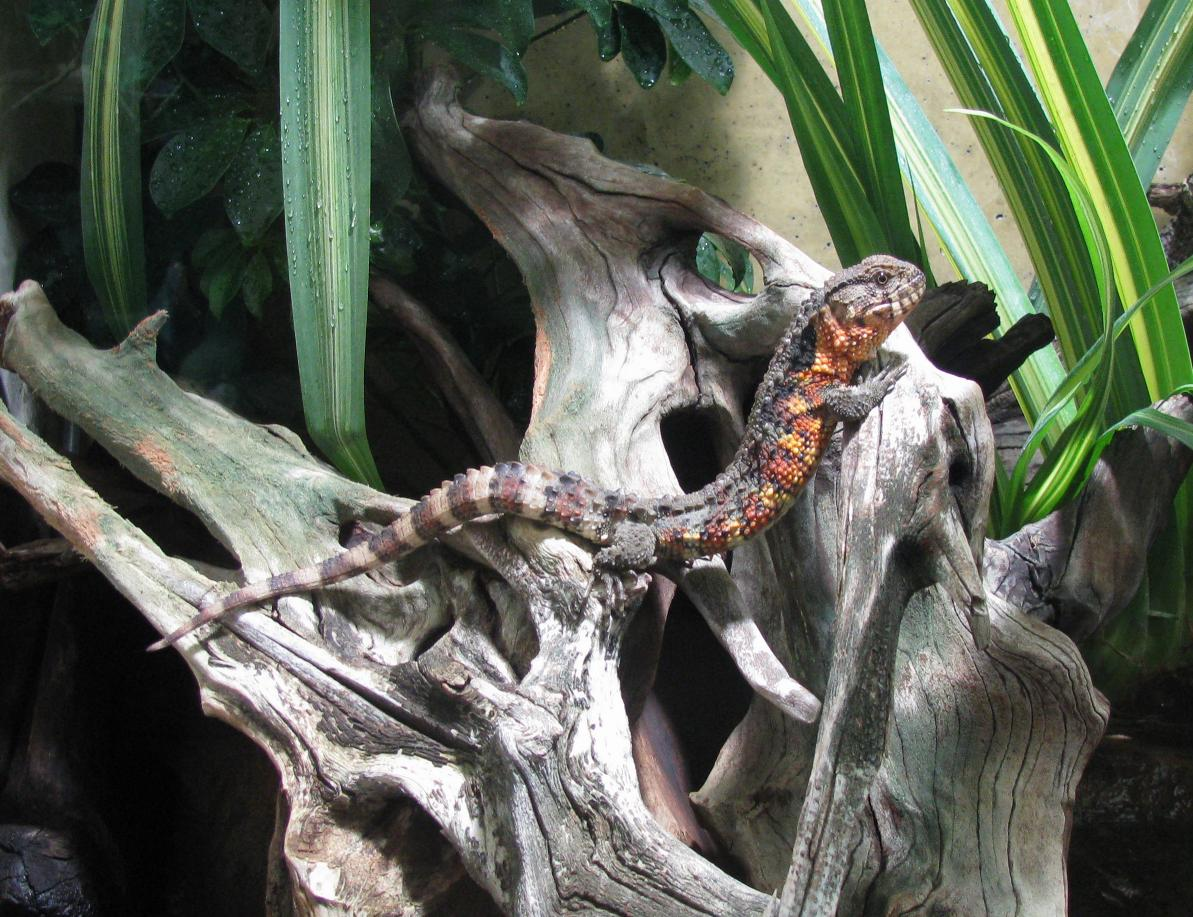
Wilhelma
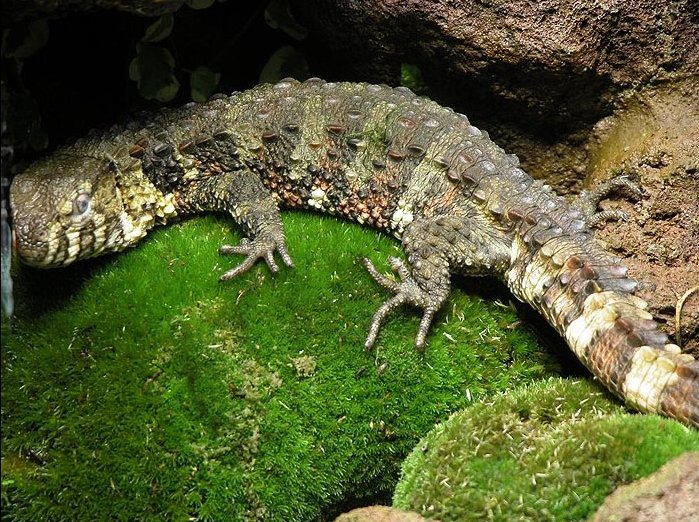
Zoo di Colonia
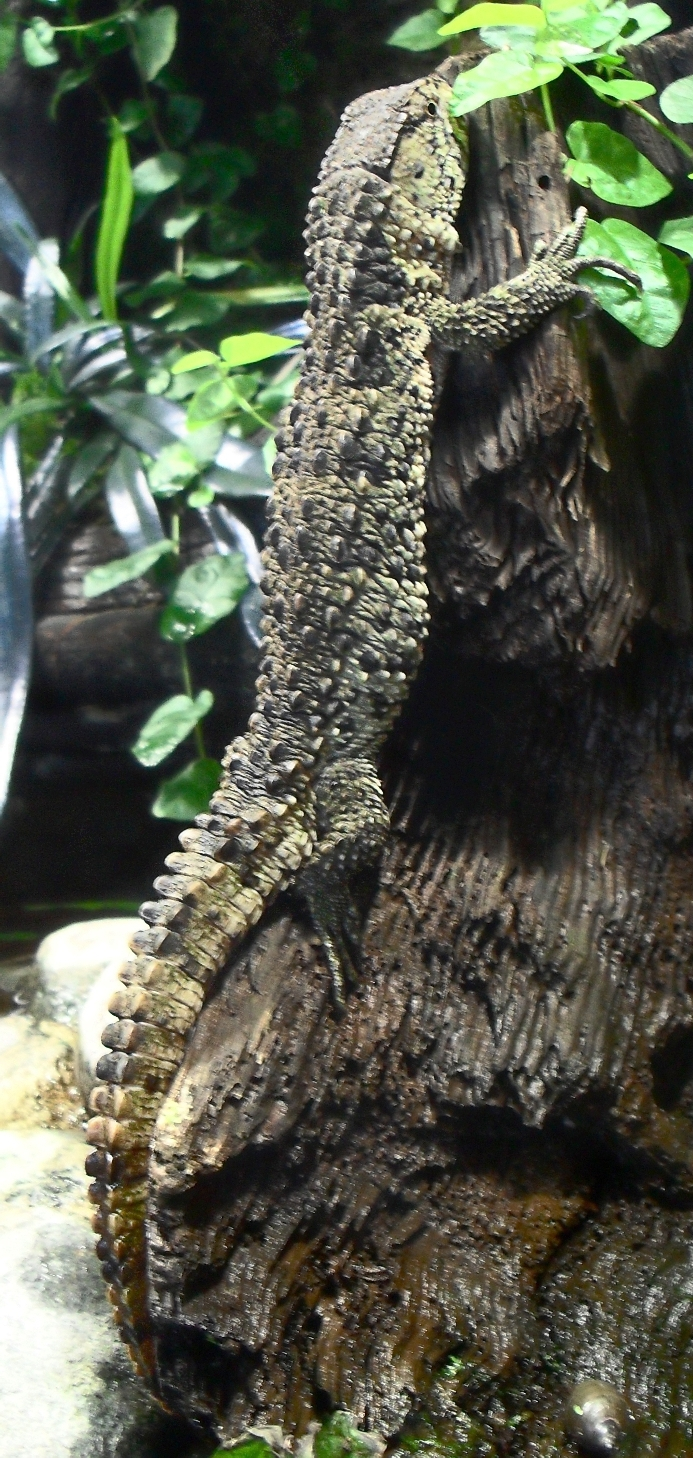
Zoo di Lipsia